# H-4 SOW
El H-4 SOW (Stand-Off Weapon) es una bomba planeadora guiada con precisión fabricada por NESCOM y desplegada por la Fuerza Aérea de Pakistán, capaz de atacar objetivos a distancia. Dispone de un sistema de guiado terminal basado en un localizador de búsqueda por infrarrojos, que identifica el objetivo durante la etapa final del vuelo. Diseñada para alcanzar objetivos a una distancia de hasta 120 kilómetros, la bomba puede tener la capacidad de evadir el radar.

## Historial operativo
El 27 de febrero de 2019, 2 Dassault Mirage-VPA paquistaníes armados con bombas H-4 SOW y 2 Dassault Mirage-IIIDA para orientación a través de enlace de datos llevaron a cabo ataques aéreos en el Estado de Jammu y Cachemira de la India contra el cuartel general de la brigada del ejército indio y depósitos de apoyo avanzados. Los aviones pudieron fijar los objetivos, sin embargo, en el último momento, los oficiales del sistema de armas paquistaníes quitaron el cursor de ellos. Esto fue confirmado por videos en la cabina publicados por la dirección de operaciones de la PAF para la transmisión del 6 de septiembre que mostraban que la Fuerza Aérea deliberadamente no apuntó a los sitios militares indios a pesar de tenerlos a la vista.
Más tarde, en abril de 2019, los medios indios informaron que una unidad de desactivación de bombas llevó a cabo una operación de desactivación de bombas en Mendhar y Rajouri, donde habían desactivado con éxito entre 3 y 4 bombas H-4 SOW sin detonar.